# Federstegkupplung

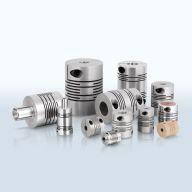
Federstegkupplung

Eine Federstegkupplung, auch Ausgleichskupplung, ist eine verdrehstarre (torsionssteife) Kupplung. Sie ermöglicht dennoch, axialen, radialen und angularen Wellenversatz (lat. angular = winkelig) auszugleichen. Sie besteht aus nur einem Bauteil und hat daher ein geringes Massenträgheitsmoment.

## Geschichte
Entwickelt wurde diese Art von Kupplung 1985 bei der VMA GmbH, die diese Ausgleichskupplung und die dazugehörige spezielle Schlitzstruktur am 23. November 1989 zum Patent anmeldete.

## Aufbau
Durch Einfräsungen in einen zylindrischen Körper wird der Rotationskörper weicher. Je nachdem wie die Schlitze angeordnet sind, erhält der zylindrische Körper drei Freiheitsgrade (in den translatorischen Achsen x, y und z). Die Konstruktion ermöglicht eine Fertigung aus einem Stück aus diversen zerspanbaren Materialien, darunter Edelstahl, Stahl, Aluminium, Titan und PEEK.

## Anwendung
Federstegkupplungen werden häufig kraftschlüssig durch Klemmschrauben mit An- und Abtrieb verbunden. Sie werden dazu genutzt zwei Wellenenden zu verbinden, welche im Betrieb Fluchtungsfehler aufweisen können. Der Vorteil einer solchen Verbindung liegt in den o. g. Versatzausgleichmöglichkeiten sowie einer Minderung der Schwingungsresonanz.
Die symmetrische Schlitzstruktur ermöglicht eine hohe Torsionsfestigkeit. Dabei können die Schlitze je nach Anforderungen in Winkeln von 180° oder 120° eingefräst werden. Durch eine Überlappung der Schlitzpakete entsteht der Federsteg. Dieser ermöglicht es, den axialen Versatz auszugleichen. Die Breite der Schlitze ermöglicht den angularen Ausgleich. Zusammen sind diese beiden Komponenten wichtig für den Lateralausgleich.